# 단산중학교 (충북)
단산중학교는 충청북도 단양군에 있었던 공립 중학교이다.

## 학교 연혁
- 1954년 11월 5일: 단산중학교 개교 (설립인가 5월 24일)
- 1957. 03. 18	제1회 졸업식(55명 졸업)
- 1971. 01. 10	9학급 인가
- 1975. 01. 08	12학급 인가
- 1978. 11. 08	15학급 인가
- 1979. 12. 05	12학급 인가
- 1981. 02. 18	새마을 교육 우수교 표창(문교부장관)
- 1985. 12. 24	새마을 교육 우수교 표창(문교부장관)
- 1991. 03. 01	6학급 인가
- 1997. 03. 01	3학급 인가
- 2015. 02. 13	제 59회 졸업식 (졸업생 6명)
- 2015. 03. 01	제 29대 채희인 교장 부임
- 2017년 2월 28일: 폐교 및 인근 학교와 기숙형 중학교 단양소백산중학교로 통합[1], 63년만에 폐업

## 참고 자료
- 단산중학교 - 한국교육학술정보원 학교알리미